# Cultura Indipendenza I
La cultura Indipendenza I è la cultura di un antico popolo della Groenlandia che ha vissuto nella sua parte più settentrionale (nel territorio dell'ex contea di Avannaa) dal XXIV al XIV secolo a.C. circa; convisse con la cultura Saqqaq (XXV-IX secolo a.C.), che però si insediò nella parte meridionale. Dopo la sua scomparsa, nell'VIII secolo a.C. si stabilì nella stessa zona la cultura Indipendenza II.